# Giuseppe Capograssi
Giuseppe Capograssi (Sulmona, 21 de març de 1889 – Roma, 23 d'abril de 1956) fou un jurista i filòsof italià que es va ocupar principalment de la Filosofia del Dret.
Giuseppe Capograssi va nàixer al si d'una antiga família noble vinguda a menys. Es va llicenciar en Jurisprudència a Roma, en novembre de 1911, on va defendre la tesi Lo Stato e la storia, temàtica de la seua primera obra, publicada l'any 1918, Saggio sullo stato.
Es va dedicar primerament a l'exercici de l'advocacia i després a l'assessorament jurídic en una important corporació romana de dret públic. A vegades va assumir, com advocat, la defensa dels interessos de gent sense recursos. En 1925 fou nomenat assistent de Giorgio Del Vecchio a la Universitat de La Sapienza de Roma. En 1933, va obtenir la càtedra de Filosofia del Dret a la Universitat de Sàsser, d'on va pssar el 1935 a la de Macerata, d'on fou nomenat rector. Posteriorment, es va traslladar a Pàdua (1938-1940), Nàpols (1940-1951) i, finalment a la Facultat de Ciències Polítiques de Roma (1951-1955).
Entre les seues obres destaca Il problema della scienza del diritto (1937), llibre que va influir en la renovació del diàleg entre juristes i filòsofs. En 1940 fou un dels pocs juristes italians que alçà la veu per a oposar-se a l'aprovació d'uns principis generals de l'ordenament feixista. Per tot això, amb la restauració de la democràcia va augmentar el seu prestigi intel·lectual i la seua influència es va estendre a l'àmbit polític que culminà amb el seu nomenament de jutge de la Cort Constitucional poc abans de la seua mort, el 1956.

## Obres
- Fede e scienza, 1912
- Saggio sullo Stato, 1918
- Riflessioni sull'autorità e la sua crisi, 1921
- Analisi dell'esperienza comune, 1930
- Studi sull'esperienza giuridica, 1932
- Introduzione alla vita etica, 1953
- Il problema della scienza del diritto, 1937
- Incertezze sull'individuo, 1969
- Pensieri a Giulia, 1918-1924.

Obra traduïda al valencià-català:
- Pensaments per a Giulia. Antologia, Traducció i edició a cura de Manuel Lanusse Alcover. Editorial Denes (Col·lecció Rent), Paiporta, 2009.

El Pensieri és un llarg epistolari destinat a la seua futura muller Giulia Ravaglia, que va escriure des de 1918 fins a la vespra del seu casament el 1924. En total són 1.951 cartes que relaten la història d'un amor ple de reflexions i que revela les preocupacions, les pors i les esperances d'un home amb una profunda sensibilitat religiosa.